# Од (мова)
Од, також відома як Одкі — індоарійська мова Індії та Пакистану. Нею говорять два мільйони людей у Гуджараті, Раджастхані, Хар'яні, Нью-Делі, Пенджабі та Сінді. Є схожості з мовою маратхі, також деякі властивості мови од подібні до гуджараті, а ще є запозичення з мови марварі та пенджабі.
Є групи, що працюють над збереженням мови у Пакистані, наприклад, Oadki Rakarhanga та OLCDO.